# المطر الصلب
المطر الصلب أو المطر الحديدي Steel Rain هو فيلم كوري جنوبي من بطولة جونغ وو سونغ وكواك دو وون.تم عرض الفيلم في كوريا الجنوبية في 14 ديسمبر 2017 وعلى نتفليكس في 14 مارس 2018.

## الشخصيات
- جونغ وو سونغ بدور Eom Chul-woo, former North Korean special forces agent
- كواك دو-وان [الإنجليزية] بدور Kwak Chul-woo, South Korean Senior Presidential Secretary for foreign affairs and national security
- كيم كاب-سو  [لغات أخرى]‏ بدور Ri Tae-han, head of the Reconnaissance General Bureau
- كيم ايوي-سونغ [الإنجليزية] بدور Lee Ee-seong, incumbent رئيس كوريا الجنوبية
- لي غيونغ يونغ [الإنجليزية] بدور Kim Kyung-young, منتخب of South Korea
- جو وو-جين  [لغات أخرى]‏ بدور Choi Myung-rok
- Jung Won-joong بدور Park Byung-jin
- جانغ هيون-سونغ بدور Jung Se-young
- وون جين آه بدور Ryeo Min-kyeong
- لي جاي-يونغ  [لغات أخرى]‏ بدور Park Kwang-dong
- Kim Myung-gon بدور Mr. Li, the شاوكسيان head of the Korean branch of وزارة أمن الدولة of الصين
- بارك أون هي بدور Kwon Sook-jung
- بارك سون يونغ بدور Kang Ji-hye
- An Mi-na بدور Song Soo-mi
- كيم جي هو بدور Choi Soo-hyun
- Lee Yoon-gun بدور Park Yong-gun
- Lee Chae-eun بدور Kwak Se-rim
- Kim Hyung-jong بدور Lee Hyang-pil
- كريستين دالتون بدور Joanne Martin, CIA station chief in Seoul
- رون دوناشي بدور Michael Dobbs, وزير الخارجية الأمريكي
- Kim Ki-hyeon بدور Park Ki-hyun, Prime Minister of North Korea
- Kim Joong-ki بدور Takashi, chief of the Korean office, Japanese Cabinet Intelligence and Research Office
- Andreas Fronk بدور Tyler, USFK spokesperson
- Lee Ji-won بدور North Korean Hacker
- Park Min-hee بدور NSC Chairman
- Daniel Joey Albright بدور Pilot
- Lee Si-woo بدور Kwak Se-min
- Kim Tae-han بدور Chief Kim

## الجوائز والترشيحات
| الجائزة                                  | الفئة           | Recipient                | النتيجة | المصدر |
| ---------------------------------------- | --------------- | ------------------------ | ------- | ------ |
| جوائز بايكسانغ للفنون 54                 | أفضل مخرج       | يانغ ووسوك [الإنجليزية]  | رُشِّح     | [ 4 ]  |
| جوائز بايكسانغ للفنون 54                 | افضل ممثل       | جونغ وو سونغ             | رُشِّح     | [ 4 ]  |
| جوائز بايكسانغ للفنون 54                 | أفضل ممثل مساعد | جو وو-جين ‏               | رُشِّح     | [ 4 ]  |
| جوائز بايكسانغ للفنون 54                 | أفضل سيناريو    | Ismat Azim, Jung Ha-yong | رُشِّح     | [ 4 ]  |
| 23rd جوائز تشونسا للفنون السينمائية      | افضل ممثل       | جونغ وو سونغ             | فوز     | [ 5 ]  |
| 38th جوائز الرابطة الكورية لنقاد السينما | أفضل 11 فيلمًا   | Steel Rain               | فوز     | [ 6 ]  |

## روابط خارجية
مطر الصلب على موقع IMDb (الإنجليزية)
- مطر الصلب على موقع روتن توميتوز (الإنجليزية)
- مطر الصلب على موقع نتفليكس (الإنجليزية)
- مطر الصلب على موقع ألو سيني (الفرنسية)
- مطر الصلب على موقع قاعدة بيانات الفيلم (الإنجليزية)
- مطر الصلب على موقع ليتربوكسد (الإنجليزية)
- مطر الصلب على موقع كينوبويسك (الروسية)